# Barthélemy Tremblay
Barthélemy Tremblay, nacido hacia 1568 en Louvres y fallecido el año 1629, fue un escultor francés de comienzos del siglo XVII.

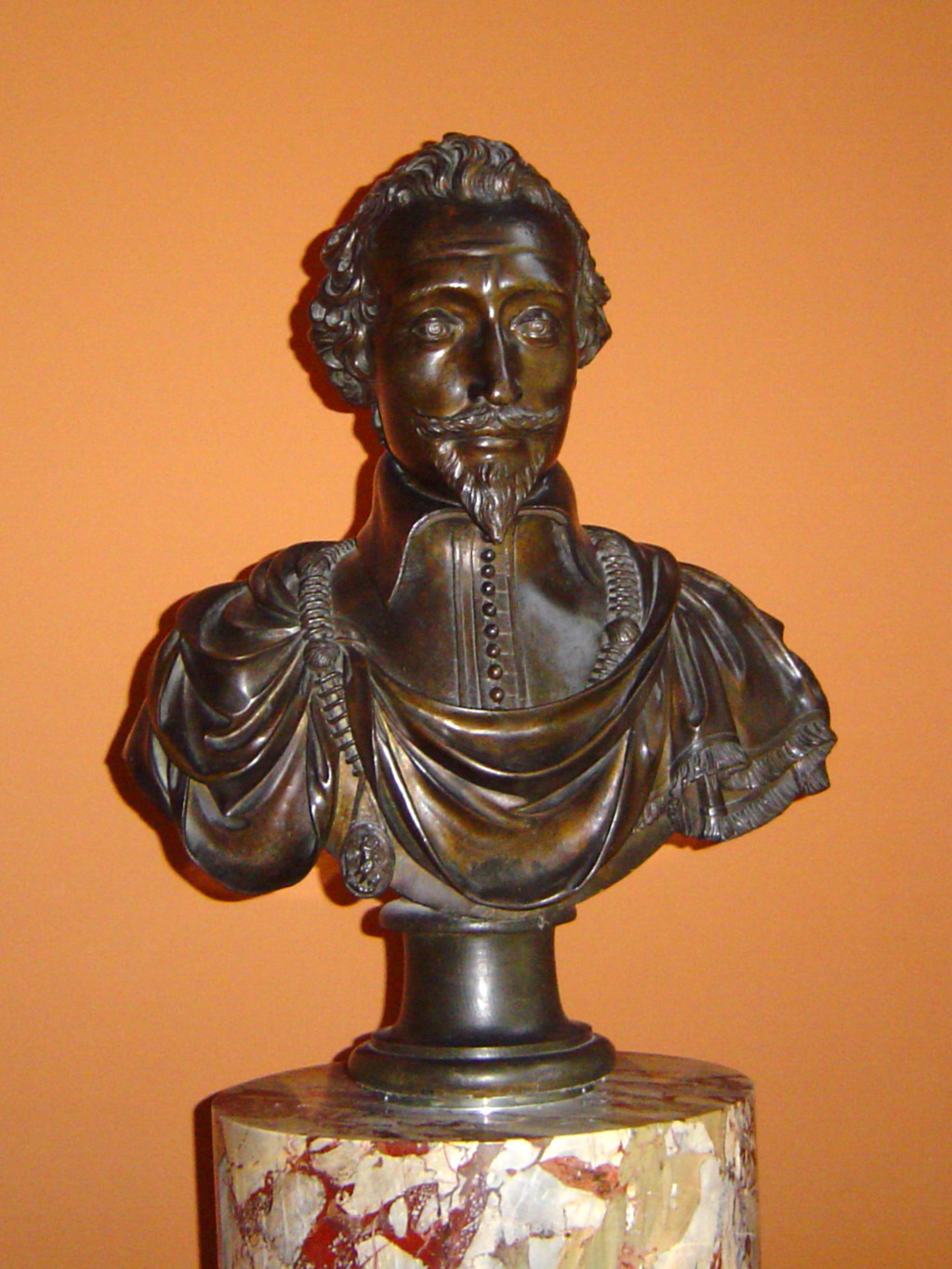
Busto de Fréminet. Instalado en el Louvre

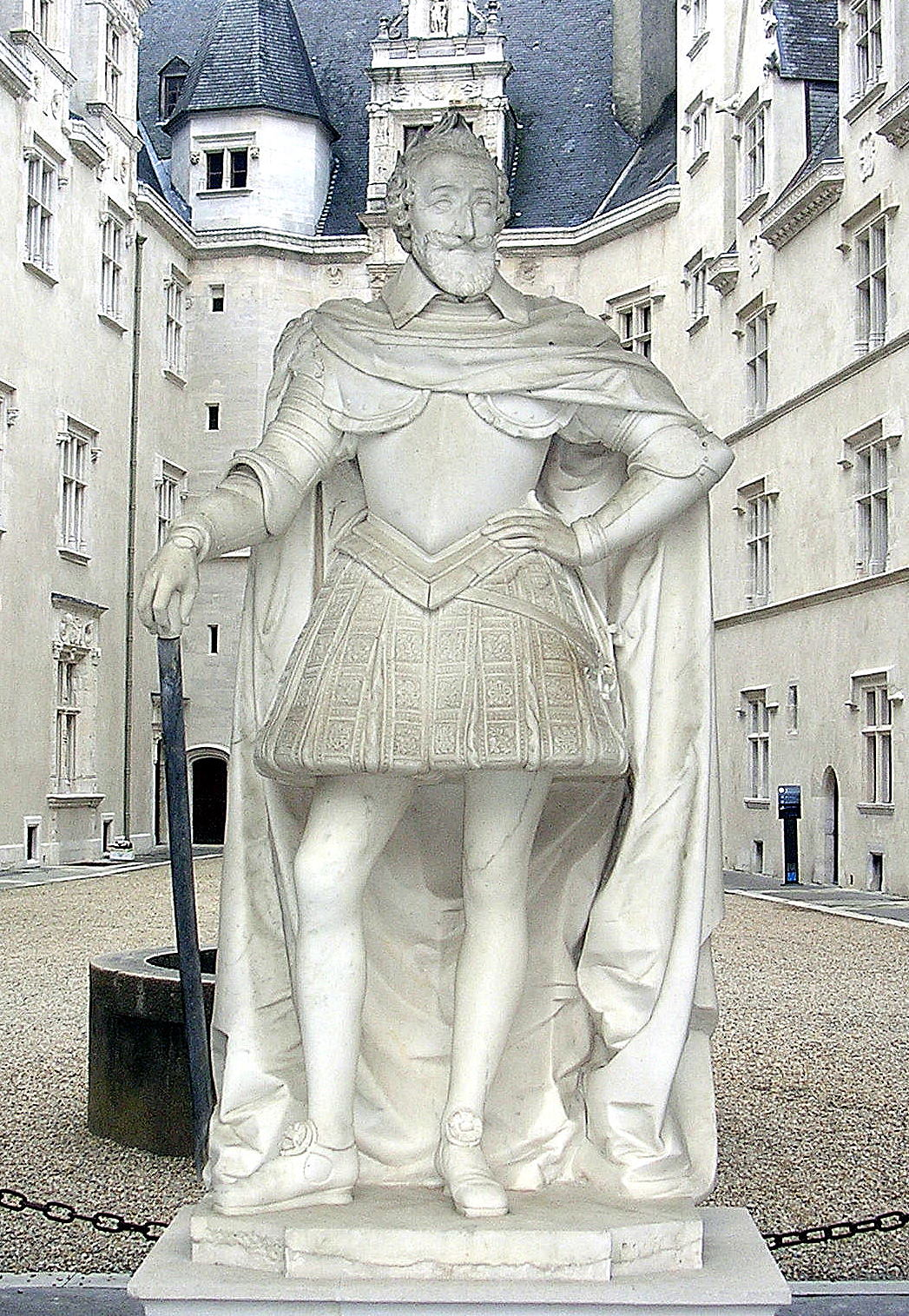
Estatua en pie de Enrique III de Navarra y IV de Francia

## Vida y obras
Nacido en la localidad de Louvres, en la región natural de Parisis, bajo el reinado de Enrique III de Francia. Permaneció activo como escultor durante los reinados de Enrique IV de Francia (del que realizó su estatua en pie visible en el castillo de Pau) y de Luis XIII, con trabajos en Fontainebleau y en el Palacio del Louvre.
Realizó también la tumba del pintor Martin Fréminet (fallecido en 1619), enterrado en la abadía cisterciense de Barbeau. El contrato por la ejecución de esta obra data del 21 de junio de 1622. De este monumento, sólo un busto del difunto subsiste, adquirido por Alexandre Lenoir (1761-1839) en 1806 para el Museo de los monumentos franceses, y actualmente conservado en el Museo del Louvre (Sala 19). Fréminet está representado como gentilhombre, y portando la cadena de caballero de la Orden de San Miguel.

## Obras
Entre las mejores y más conocidas obras de Barthélemy Tremblay se incluyen las siguientes:
- Estatua de Enrique IV de Francia y III de Navarra en el Castillo de Pau

Una copia en yeso pintado de negro, de esta escultura, se conserva en el Pritaneo Nacional Militar de La Flèche. Esta pieza fue producida en 1817 y donada por el mariscal duque de Feltre.

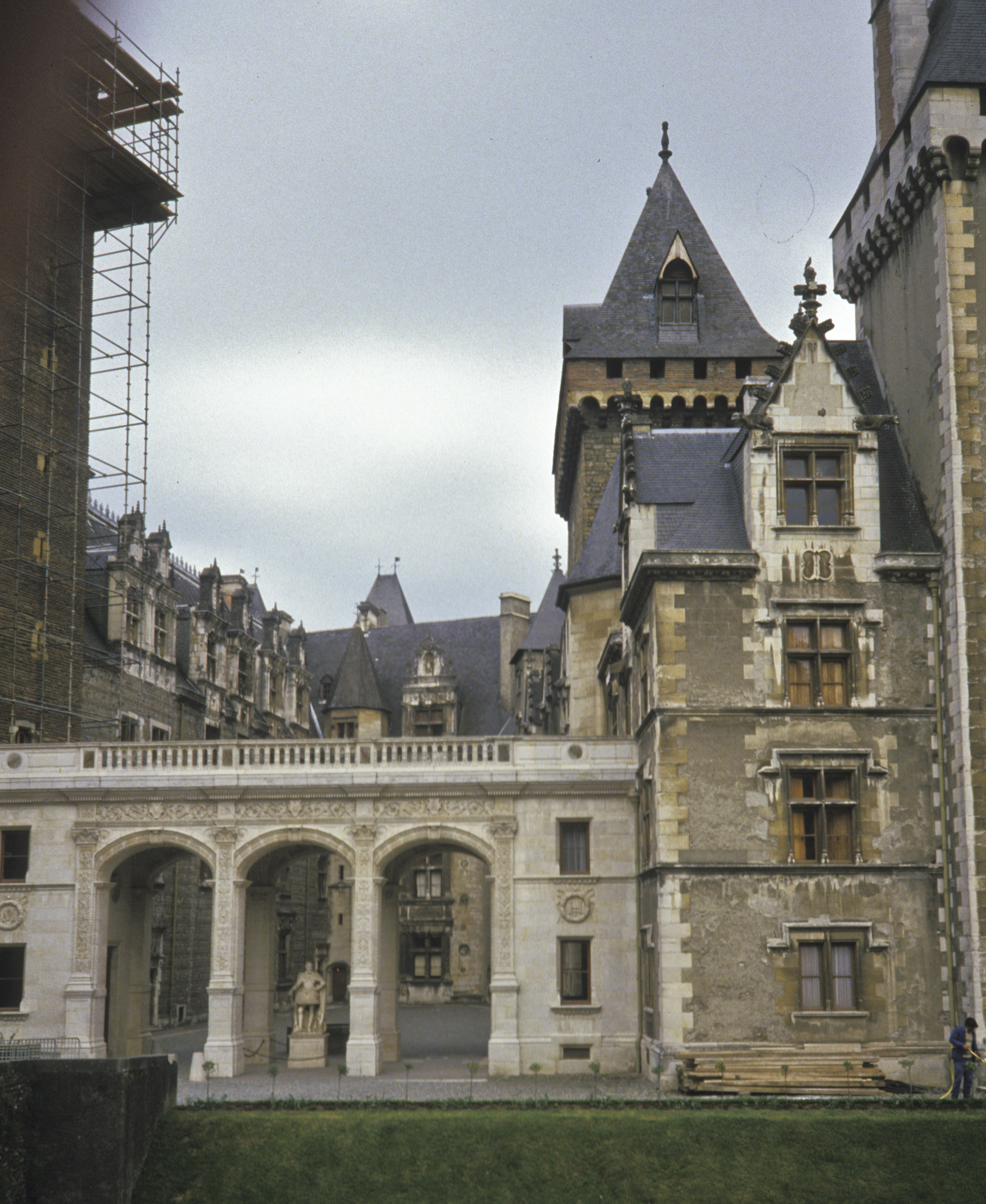
El patio del Castillo
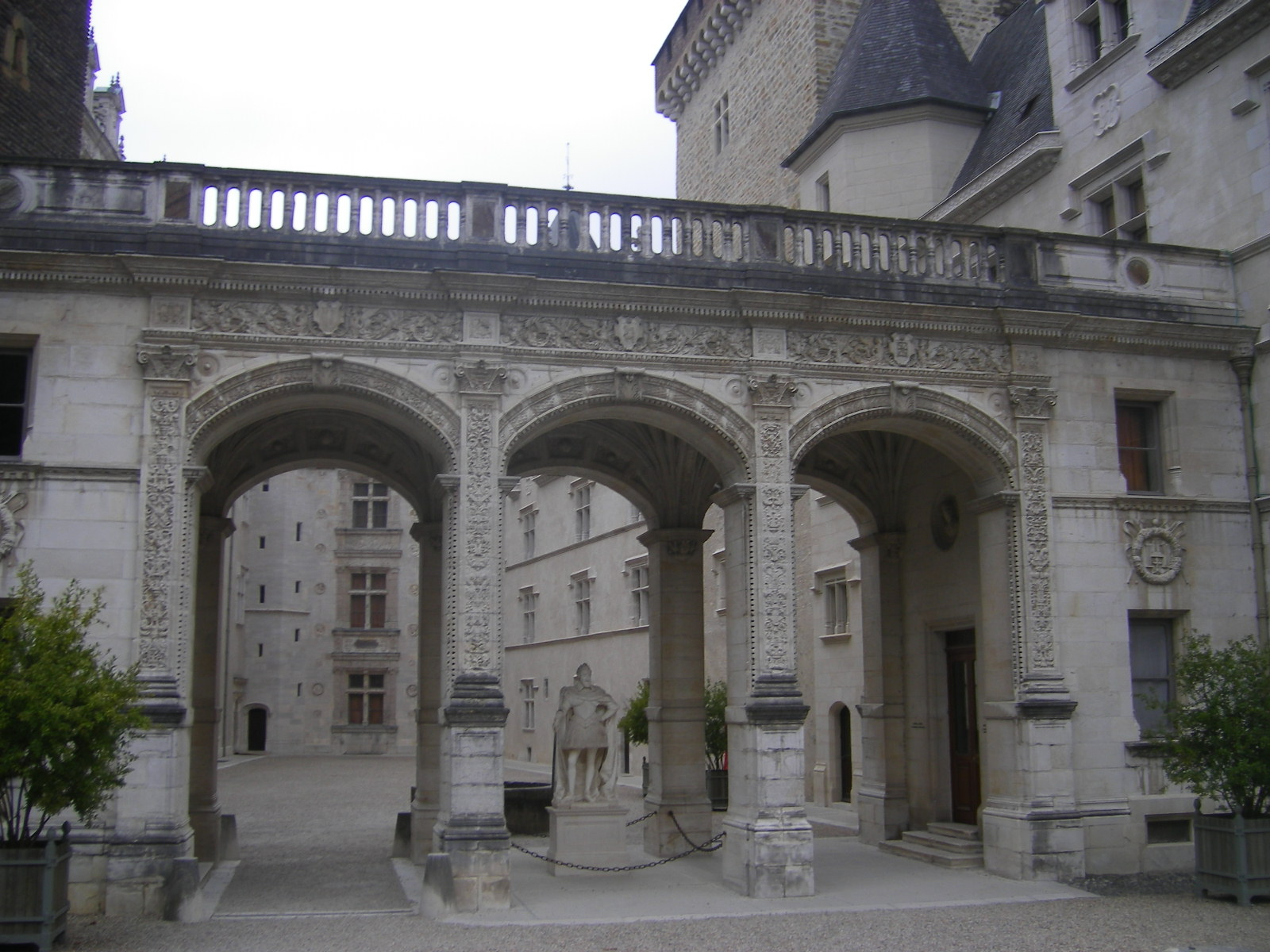
Soportales que protegen la escultura
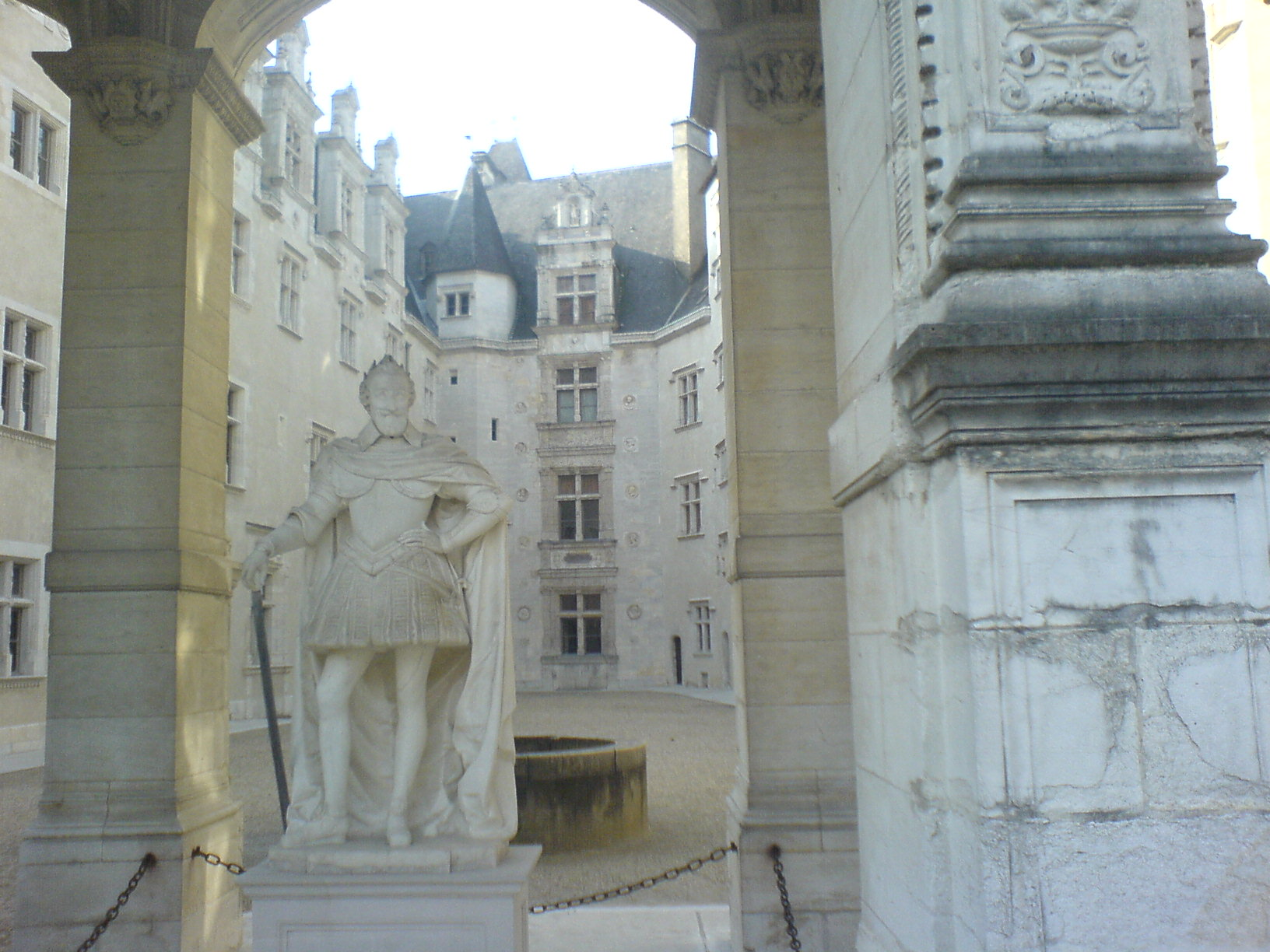
Enrique III de Navarra y IV de Francia

(pulsar sobre la imagen para ampliar) 
- Trabajó junto a Thomas Boudin en los relieves históricos que adornaban el pedestal de la estatua ecuestre instalada en el Puente Nuevo de París del rey  Enrique IV. Los relieves completaban hacia 1635, la decoración del monumento con la intervención del Cardenal Richelieu[4]

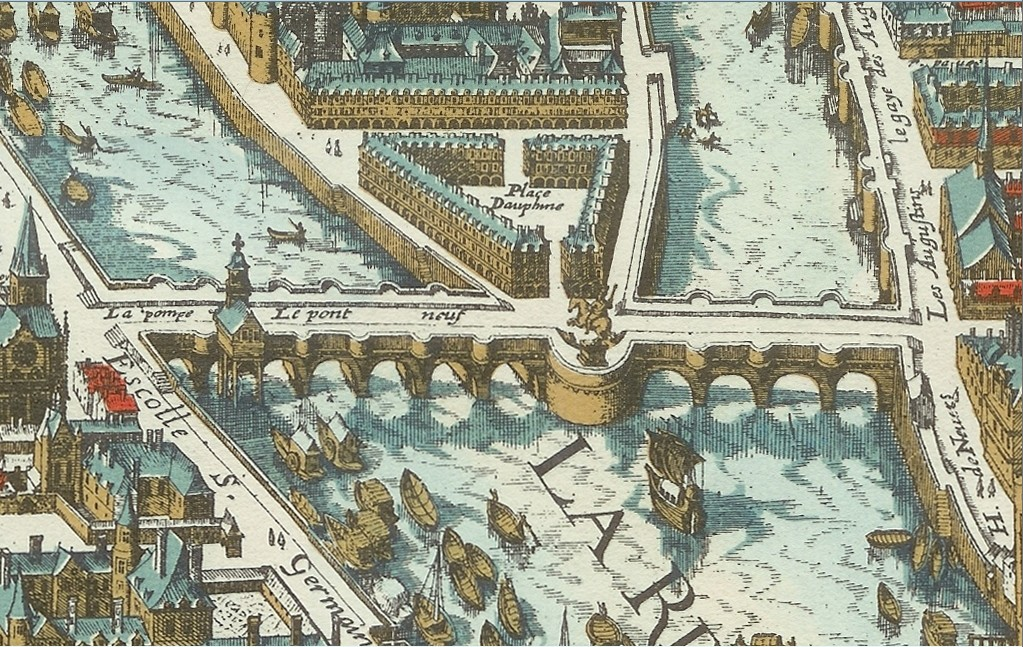
Plano de París de 1615 con un dibujo de la estatua ecuestre.
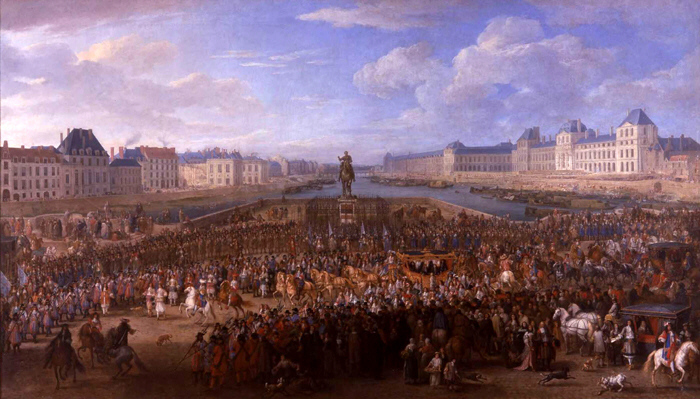
La estatua ecuestre del Puente Nuevo en 1660

(pulsar sobre la imagen para ampliar) 
- Tumba del pintor Martin Fréminet(posterior a 1619)

- Busto de Enrique IV en el museo Condé. La atribución de esta obra es imprecisa, muchos de los bustos de Enrique IV serían copias de no original de Tremblay.[5]